# 可児壮隆
可児 壮隆（かに まさたか、1991年4月18日 - ）は、神奈川県横浜市出身のプロサッカー選手。ポジションはミッドフィールダー(MF)。

## 来歴
中学校から高校まで6年間、川崎フロンターレの下部組織に所属。高校卒業後のトップチーム昇格はかなわず、2010年に阪南大学へ進学。1年時から試合に絡み、3年時には関西学生サッカーリーグ1部と総理大臣杯全日本大学サッカートーナメントの2冠を達成し、リーグ戦ではアシスト王を獲得した。また、1年時と3年時はデンソーカップチャレンジサッカーの関西学生選抜に選出。在学中の2013年9月、川崎フロンターレに特別指定選手として選手登録された。
2014年、川崎フロンターレへ入団。川崎ユース出身者としては、初の大学経由でのトップチーム入団となった。
2015年に湘南ベルマーレ 、2016年にツエーゲン金沢へ期限付き移籍していた。
2017年もFC今治へ期限付き移籍していたが、2017シーズンでのレンタル期間満了による退団、そして川崎フロンターレから契約満了が発表された。同年12月に行われたJリーグ合同トライアウトに出場。
2018年、ガイナーレ鳥取へ完全移籍。
2019年シーズンは主力として出場を重ねていたが、11月の練習試合で左足の第五中足骨を骨折。2020年シーズンにはキャプテンを任される中、開幕には間に合わないものと見られていたが、コロナウイルスの感染拡大で開幕が延期。5月の練習再開時には合流を果たした。2021年もキャプテンを務めたが、同年シーズン終了後に契約満了により鳥取を退団。
2021年12月9日、フクダ電子アリーナで行われたJリーグ合同トライアウトに出場した後、2022年シーズン、奈良クラブへ移籍が決定した。
2023年12月4日、奈良との契約が満了。同年12月12日、Jリーグ合同トライアウトに出場。
2024年2月1日、東京都社会人サッカーリーグ1部のアローレ八王子の移籍が決定した。

## エピソード
- 川崎フロンターレ時代には体つきやプレースタイルが中村憲剛にそっくりだった。スパイクも黒のモレリアで遠目には見分けがつかなかった。
- 鳥取時代の2021年6月5日のこと。YS横浜戦で相手GKのミスによりペナルティエリア内で与えられた間接フリーキックを、ゴールを狙わずに蹴り出してボールをYS横浜に戻した。フェアプレーの精神だと言われる一方で、相手のミスを利用するのがサッカーではないのかとの考えもあり両方の立場から議論に。なお、現場の雰囲気は良好だったらしい。また結果的にYS横浜が1点差で勝利している。

## 所属クラブ
- 1998年 - 1999年 鉄FC
- 2000年 - 2003年 FCムサシ (横浜市立鉄小学校)
- 2004年 - 2006年 川崎フロンターレU-15 (横浜市立みたけ台中学校)
- 2007年 - 2009年 川崎フロンターレU-18 (神奈川県立市ケ尾高等学校)
- 2010年 - 2013年 阪南大学
  - 2013年9月 - 同年12月 川崎フロンターレ (特別指定選手)
- 2014年 - 2017年  川崎フロンターレ
  - 2015年  湘南ベルマーレ (期限付き移籍)
  - 2016年  ツエーゲン金沢 (期限付き移籍)
  - 2017年  FC今治 (期限付き移籍)
- 2018年 - 2021年  ガイナーレ鳥取
- 2022年 - 2023年  奈良クラブ
- 2024年 -  アローレ八王子

## 個人成績
| 国内大会個人成績 | 国内大会個人成績 | 国内大会個人成績 | 国内大会個人成績 | 国内大会個人成績 | 国内大会個人成績 | 国内大会個人成績 | 国内大会個人成績 | 国内大会個人成績 | 国内大会個人成績 | 国内大会個人成績 | 国内大会個人成績 |
| 年度             | クラブ           | 背番号           | リーグ           | リーグ戦         | リーグ戦         | リーグ杯         | リーグ杯         | オープン杯       | オープン杯       | 期間通算         | 期間通算         |
| 年度             | クラブ           | 背番号           | リーグ           | 出場             | 得点             | 出場             | 得点             | 出場             | 得点             | 出場             | 得点             |
| 日本             | 日本             | 日本             | 日本             | リーグ戦         | リーグ戦         | リーグ杯         | リーグ杯         | 天皇杯           | 天皇杯           | 期間通算         | 期間通算         |
| ---------------- | ---------------- | ---------------- | ---------------- | ---------------- | ---------------- | ---------------- | ---------------- | ---------------- | ---------------- | ---------------- | ---------------- |
| 2011             | 阪南大           | 7                | -                | -                | -                | -                | -                | 1                | 0                | 1                | 0                |
| 2014             | 川崎             | 26               | J1               | 0                | 0                | 0                | 0                | 2                | 0                | 2                | 0                |
| 2015             | 湘南             | 26               | J1               | 9                | 0                | 5                | 0                | 1                | 0                | 15               | 0                |
| 2016             | 金沢             | 7                | J2               | 13               | 0                | -                | -                | 1                | 0                | 14               | 0                |
| 2017             | 今治             | 29               | JFL              | 17               | 2                | -                | -                | 2                | 0                | 19               | 2                |
| 2018             | 鳥取             | 7                | J3               | 32               | 3                | -                | -                | 2                | 0                | 34               | 3                |
| 2019             | 鳥取             | 7                | J3               | 30               | 5                | -                | -                | 1                | 0                | 31               | 5                |
| 2020             | 鳥取             | 7                | J3               | 31               | 3                | -                | -                | -                | -                | 31               | 3                |
| 2021             | 鳥取             | 7                | J3               | 23               | 1                | -                | -                | 2                | 1                | 25               | 2                |
| 2022             | 奈良             | 17               | JFL              | 28               | 1                | -                | -                | 1                | 0                | 29               | 1                |
| 2023             | 奈良             | 17               | J3               | 28               | 0                | -                | -                | 0                | 0                | 28               | 0                |
| 2024             | 八王子           | 14               | 東京都1部        |                  |                  | -                | -                | -                | -                |                  |                  |
| 通算             | 日本             | 日本             | J1               | 9                | 0                | 5                | 0                | 3                | 0                | 17               | 0                |
| 通算             | 日本             | 日本             | J2               | 13               | 0                | -                | -                | 1                | 0                | 14               | 0                |
| 通算             | 日本             | 日本             | J3               | 144              | 12               | -                | -                | 5                | 1                | 149              | 13               |
| 通算             | 日本             | 日本             | JFL              | 45               | 3                | -                | -                | 3                | 0                | 48               | 3                |
| 通算             | 日本             | 日本             | 東京都1部        |                  |                  | -                | -                |                  |                  |                  |                  |
| 通算             | 日本             | 日本             | 他               | -                | -                | -                | -                | 1                | 0                | 1                | 0                |
| 総通算           | 総通算           | 総通算           | 総通算           | 211              | 15               | 5                | 0                | 13               | 1                | 229              | 16               |

- 2013年は特別指定選手

| 国際大会個人成績 | 国際大会個人成績 | 国際大会個人成績 | 国際大会個人成績 | 国際大会個人成績 |
| 年度             | クラブ           | 背番号           | 出場             | 得点             |
| AFC              | AFC              | AFC              | ACL              | ACL              |
| ---------------- | ---------------- | ---------------- | ---------------- | ---------------- |
| 2014             | 川崎             | 26               | 0                | 0                |
| 通算             | AFC              | AFC              | 0                | 0                |

- 公式戦初出場 - 2014年7月12日 天皇杯2回戦 vsY.S.C.C.横浜（等々力陸上競技場）
- Jリーグ初出場 - 2015年4月4日 J1.1st第4節 vsモンテディオ山形（NDソフトスタジアム山形）
- Jリーグ初得点 - 2018年5月19日 J3第11節 vsカターレ富山（とりぎんバードスタジアム）

## タイトル

### クラブ
阪南大学
- 関西学生サッカーリーグ1部：2回（2010年、2012年）
- 関西学生サッカー選手権大会：1回（2011年）
- 総理大臣杯全日本大学サッカートーナメント1回：1回（2012年）

FC今治
- 愛媛県サッカー選手権大会：1回（2017年）

ガイナーレ鳥取
- 鳥取県サッカー選手権大会：3回（2018年、2019年、2021年）

奈良クラブ
- 日本フットボールリーグ：1回（2022年）
- 奈良県サッカー選手権大会：2回（2022年、2023年）

### 選抜
関西学生選抜
- デンソーカップチャレンジサッカー：1回（2012年）

### 個人
- 関西学生サッカーリーグ1部 新人賞 (2010年)
- 関西学生サッカーリーグ1部 優秀選手賞 (2012年、2013年)
- 関西学生サッカーリーグ1部 アシスト王 (2012年)